# Elephantulus fuscus
Elephantulus fuscus là một loài động vật có vú trong họ Macroscelididae, bộ Macroscelidea. Loài này được Peters mô tả năm 1852.